# Emil Regnard
Emil Regnard (* 8. September 1897; † April 1962) war ein österreichischer Fußballspieler, der in den 1920er Jahren einen Meistertitel mit dem SK Rapid Wien gewann und im Nationalteam zum Einsatz kam.

## Vereinskarriere
Regnards Karriere begann bei der Margaretner Viktoria, von wo er 1920 dem Zweitligisten SC Red Star Wien beitrat. 1922 wechselte der Rechtsverteidiger zu Rapid, wo er an der Seite von Vinzenz Dittrich und Alexander Popovich aufgestellt wurde und schon in seiner ersten Erstligasaison den Meistertitel erreichte. In den beiden nächsten Jahren kam Regnard – abgesehen von einer mehrmonatigen Sperre im Frühjahr 1924 – weiter zu regelmäßigen Einsätzen in der Defensive der Hütteldorfer, ehe er 1925 von Franz Solil aus der Stammformation verdrängt wurde. 
1926 verließ er daher die Grün-Weißen und unterschrieb beim aktuellen Meister Wiener Amateur-SV, der kurz darauf seinen Namen in FK Austria abänderte. Bei den Ober-Sankt Veitern hatte er wieder einen Stammplatz, wobei er zunächst mit Johann Tandler beziehungsweise Karl Schneider das Verteidigerpaar bildete, später dann auch mit Karl Graf. In der Meisterschaft kam die Austria in diesen Jahren nicht über Mittelfeldplätze hinaus, im ÖFB-Cup stand Regnard 1927 und 1930 jeweils im Finale, konnte aber beide Male den Titel nicht gewinnen. 
Ab Herbst 1931 spielte er eine halbe Saison beim SC Nicholson, ehe er seine Karriere beim zweitklassigen SC Weiße Elf beendete.
Er wurde am Wiener Zentralfriedhof bestattet.

## Nationalmannschaft
Im April 1923 debütierte Regnard bei einem 0:0 gegen Italien an der Seite von Josef Blum im Nationalteam. In den nächsten fünf Jahren sollte er fünf weitere Spiele in der Auswahl bestreiten, ohne sich jedoch dauerhaft einen festen Startplatz zu sichern. Zuletzt trug er im März 1927 bei einer 1:2-Niederlage gegen die Tschechoslowakei die Nationaldress. 

## Erfolge
- 1× österreichischer Meister: 1923
- 2× ÖFB-Cupfinale: 1927, 1930
- 6 Spiele für die österreichische Fußballnationalmannschaft: 1923–1927